# Hôtel Clermont
Pour les articles homonymes, voir Clermont.
L'hôtel Clermont – ou Hotel Clermont en anglais – est un hôtel américain à Atlanta, en Géorgie. Il est inscrit au Registre national des lieux historiques depuis le 29 mars 2021.